# Хакухо Сьо
Хакухо Сьо (яп. 白鵬 翔), відомий також як Хакухо (Білий фенікс), справжнє ім'я Мунхбатин Давааджаргал (монг. Мөнхбатин Даваажаргал, нар. 11 березня 1985, Улан-Батор, Монголія) — професійний борець сумо, 69-й йокодзуна. Рекордсмен по кількості виграних в макууті поєдинків та турнірів. Він є другим монголом та четвертим іноземцем, що став йокодзуною.

## Кар'єра
Приїхавши до Японії з групою юних монгольських борців був представлений різним школам. Мунхбатин був худорлявої статури, тому більшість тренерів не звертали на нього уваги. Пізніше його взяв до себе тренер Міягіно. Хакухо пройшов лігу макусіта за 5 турнірів. В травні 2005 був нагороджений монгольським орденом Полярної зірки.
Здобувши на трьох турнірах 35 перемог в 45 поєдинках Хакухо отримав звання одзекі. В травні 2007 став йокодзуною. 
У 2009 — встановив унікальний рекорд здобувши 86 перемог на 90 регулярних поєдинках року.
2013 вдевяте виграв турнір з рахунком 15-0 та став рекордсменом з кількості перемог на турнірах з абсолютним результатом, обійшовши Футабаяму та Тайхо Кокі. 23 січня 2015 отримав 13 перемогу і достроково виграв турнір ставши рекордсменом з кількості виграних турнірів обійшовши Тайхо Кокі.
2016 він побив власний рекорд вигравши свій 37 турнір. Йому також належить рекорд із кількості турнірів на яких він жодного разу не зазнав поразки — 13, що на 5 більше, ніж у будь-якого іншого борця в історії сумо.
У листопаді 2016 став третім в історії сумо борцем, якому вдалося здобути понад 1000 перемог за кар'єру.
На початку 2017 на січневому турнірі Хакухо зміг фінішувати лише третім. Це перший випадок, коли уже будучи йокодзуною, він не зміг виграти 4 турніри підряд. На травневому турнірі, через програш трьох із п'яти перших поєдинків, знявся з нього через травму. Наступний турнір Нацу Басьо борець виграв з блискучим результатом (15-0). Хакухо пропустив вересневий турнір 2017 року через травму коліна.

## Родина
Хакухо — п'ята та наймолодша дитина в сім'ї. Він — другий син знаменитого монгольського борця Жігжідійна Мунхбата, який є чемпіоном країни з боротьби національного стилю та срібним призером Олімпіади-1968 з вільної боротьби.
В лютому 2007 Хакухо одружився з Сайоко Вада. У них є дві доньки (нар. в 2007 та 2011) та син (нар. у вересні 2008).

## Стиль боротьби
Хакухо не є дуже швидким борцем, однак дуже витривалий в силових поєдинках. Суперники намагаються перемогти його за допомогою швидкості та техніки. Сам борець сказав про себе: «Я не знаю чому, але коли я виходжу на ринг я перетворююсь в іншого Хакухо. Думаю існує два Хакухо. Я більш ввічливий, коли не знаходжусь на ринзі».

## Результати
| Рік у сумо | Січень Хацу басьо, Токіо                                | Березень Хару басьо, Осака                    | Травень Нацу басьо, Токіо                    | Липень Нагоя басьо, Нагоя | Вересень Акі басьо, Токіо                               | Листопад Кюсю басьо, Фукуока                 |
| --- | ------------------------------------------------------- | --------------------------------------------- | -------------------------------------------- | ------------------------- | ------------------------------------------------------- | -------------------------------------------- |
| 2001 | x                                                       | (Маедзумо)                                    | Схід Дзьонокуті #16 3–4                      | Схід Дзьонокуті #18 5–2   | Схід Дзьонідан #97 5–2                                  | Захід Дзьонідан #55 4–3                      |
| 2002 | Схід Дзьонідан #33 5–2                                  | Схід Санбамме #98 6–1                         | Схід Санбамме #38 4–3                        | Захід Санбамме #23 3–4    | Захід Санбамме #44 4–3                                  | Захід Санбамме #28 4–3                       |
| 2003 | Схід Санбамме #16 5–2                                   | Захід Макусіта #54 4–3                        | Захід Макусіта #44 5–2                       | Схід Макусіта #30 4–3     | Схід Макусіта #23 6–1                                   | Схід Макусіта #9 6–1                         |
| 2004 | Схід Дзюрьо #12 9–6                                     | Захід Дзюрьо #8 12–3–P Перемога               | Схід Маеґасіра #16 12–3 Д                    | Схід Маеґасіра #8 11–4    | Схід Маеґасіра #3 8–7                                   | Захід Маеґасіра #1 12–3 В★                   |
| 2005 | Захід Комубусі #1 11–4 Т                                | Захід Секіваке #1 8–7                         | Схід Секіваке #1 9–6                         | Схід Секіваке #1 6–3–6    | Захід Маеґасіра #1 9–6                                  | Захід Комубусі #1 9–6                        |
| 2006 | Захід Секіваке #1 13–2 В                                | Схід Секіваке #1 13–2–P ВТ                    | Захід Одзекі #3 14–1–P                       | Схід Одзекі #1 13–2       | Схід Одзекі #1 8–7                                      | Захід Одзекі #2 Знявся через травму 0–0–15   |
| 2007 | Захід Одзекі #3 10–5                                    | Захід Одзекі #1 13–2–P                        | Схід Одзекі #1 15–0                          | Захід Йокодзуна #1 11–4   | Захід Йокодзуна #1 13–2                                 | Схід Йокодзуна #1 12–3                       |
| 2008 | Схід Йокодзуна #1 14–1                                  | Схід Йокодзуна #1 12–3                        | Захід Йокодзуна #1 11–4                      | Захід Йокодзуна #1 15–0   | Схід Йокодзуна #1 14–1                                  | Схід Йокодзуна #1 13–2–P                     |
| 2009 | Схід Йокодзуна #1 14–1–P                                | Захід Йокодзуна #1 15–0                       | Схід Йокодзуна #1 14–1–P                     | Схід Йокодзуна #1 14–1    | Схід Йокодзуна #1 14–1–P                                | Захід Йокодзуна #1 15–0                      |
| 2010 | Схід Йокодзуна #1 12–3                                  | Схід Йокодзуна #1 15–0                        | Схід Йокодзуна #1 15–0                       | Схід Йокодзуна #1 15–0    | Схід Йокодзуна #1 15–0                                  | Схід Йокодзуна #1 14–1–P                     |
| 2011 | Схід Йокодзуна #1 14–1                                  | Турнір скасували 0–0–0                        | Схід Йокодзуна #1 13–2                       | Схід Йокодзуна #1 12–3    | Схід Йокодзуна #1 13–2                                  | Схід Йокодзуна #1 14–1                       |
| 2012 | Схід Йокодзуна #1 12–3                                  | Схід Йокодзуна #1 13–2–P                      | Схід Йокодзуна #1 10–5                       | Схід Йокодзуна #1 14–1    | Схід Йокодзуна #1 13–2                                  | Схід Йокодзуна #1 14–1                       |
| 2013 | Схід Йокодзуна #1 12–3                                  | Захід Йокодзуна #1 15–0                       | Схід Йокодзуна #1 15–0                       | Схід Йокодзуна #1 13–2    | Схід Йокодзуна #1 14–1                                  | Схід Йокодзуна #1 13–2                       |
| 2014 | Захід Йокодзуна #1 14–1–P                               | Схід Йокодзуна #1 12–3                        | Схід Йокодзуна #1 14–1                       | Схід Йокодзуна #1 13–2    | Схід Йокодзуна #1 14–1                                  | Схід Йокодзуна #1 14–1                       |
| 2015 | Схід Йокодзуна #1 15–0                                  | Схід Йокодзуна #1 14–1                        | Схід Йокодзуна #1 11–4                       | Схід Йокодзуна #1 14–1    | Схід Йокодзуна #1 0–3–12                                | Захід Йокодзуна #1 12–3                      |
| 2016 | Захід Йокодзуна #1 12–3                                 | Захід Йокодзуна #1 14–1                       | Схід Йокодзуна #1 15–0                       | Схід Йокодзуна #1 10–5    | Захід Йокодзуна #1 Знявся через травму 0–0–15           | Схід Йокодзуна #2 11–4                       |
| 2017 | Схід Йокодзуна #2 11–4                                  | Схід Йокодзуна #1 2–3–10                      | Захід Йокодзуна #2 15–0                      | Схід Йокодзуна #1 14–1    | Схід Йокодзуна #1 Знявся через травму 0–0–15            | Захід Йокодзуна #1 14–1                      |
| 2018 | Схід Йокодзуна #1 2–3–10                                | Захід Йокодзуна #1 Знявся через травму 0–0–15 | Захід Йокодзуна #1 11–4                      | Захід Йокодзуна #1 3–1–11 | Захід Йокодзуна #1 15–0                                 | Схід Йокодзуна #1 Знявся через травму 0–0–15 |
| 2019 | Захід Йокодзуна #1 10–4–1                               | Схід Йокодзуна #1 15–0                        | Схід Йокодзуна #1 Знявся через травму 0–0–15 | Захід Йокодзуна #1 12–3   | Захід Йокодзуна #1 0–2–13                               | Захід Йокодзуна #1 14–1                      |
| 2020 | Схід Йокодзуна #1 1–3–11                                | Схід Йокодзуна #1 13–2                        | Схід Йокодзуна #1 Турнір скасували 0–0–0     | Схід Йокодзуна #1 10–3–2  | Схід Йокодзуна #1 Знявся через травму 0–0–15            | Схід Йокодзуна #1 Знявся через травму 0–0–15 |
| 2021 | Схід Йокодзуна #1 Сидів поза через правила COVID 0–0–15 | Схід Йокодзуна #1 2–1–12                      | Схід Йокодзуна #1 Знявся через травму 0–0–15 | Схід Йокодзуна #1 15–0    | Схід Йокодзуна #1 Сидів поза через правила COVID 0–0–15 | Відставка –                                  |
| Результат наведений як переміг-програв-знався Перемога Малий кубок Відставка Не виступав у макууті Спеціальні призи: Д=За бойовий дух (Канто-сьо); В=За видатний виступ (Сюкун-сьо); Т=За технічну досконалість (Гіно-сьо) Ще показані: ★=Кімбосі; P=Участь у додатковому фіналі Ліги: Макууті — Дзюрьо — Макусіта — Сандамме — Дзьонідан — Дзьонокуті Рівні макууті: Йокодзуна — Одзекі — Секіваке — Комусубі — Маегасіра |                                                         |                                               |                                              |                           |                                                         |                                              |